# 정인철
정인철은 대한민국의 배우이다.

## 출연작

### 영화
- 《거미줄 (악어와 악어새)》 (2023년) - 차 반장 역
- 《시니어퀸: 58년 개띠 여고동창생》 (2021년) - 하지석 역
- 《머피와 샐리의 법칙》 (2020년) - 이현 부 역
- 《메기의 추억》 (2019년) - 마 노인 역
- 《꽃찌: 독이 있는 사랑》 (2018년) - 마달수 역
- 《색시공...주홍글씨의 비밀》 (2017년) - 정부 역
- 《아줌마...줌마들의반란》 (2016년) - 인철 역
- 《JSA 남북공동초등학교》 (2015년) - 면장 역